# Système universitaire de documentation
El Système Universitaire de Documentation o SUDOC (en català: Sistema universitari de documentació) és un registre d'autoritat utilitzat per les biblioteques de les universitats franceses i altres establiments d'ensenyament superior, per a identificar, rastrejar i manegar els documents sota la seva custòdia. El catàleg, que conté més de vuit milions de referències, permet als estudiants i investigadors buscar i localitzar informació bibliogràfica a més de 3 400 centres de documentació. El seu manteniment va a càrrec de l'Agence Bibliographique de l'Enseignement Supérieur.